# Elke Lemmens
Elke Lemmens (* 27. Dezember 1994 in Lommel) ist eine ehemalige belgische Tennisspielerin.

## Karriere
Lemmens, die im Alter von sechs Jahren mit dem Tennissport begann, bevorzugt Sandplätze. Sie spielte größtenteils Turniere auf dem ITF Women’s Circuit, bei denen sie einen Einzel- und vier Doppeltitel gewinnen konnte.
Ihr erstes ITF-Turnier spielte Lemmens im August 2009 beim Turnier in Wahlstedt, seit 2012 wird sie in der Weltrangliste geführt. 2013 erreichte sie das Halbfinale in Scharm asch-Schaich, in dem sie gegen Anastasia Kharchenko mit 4:6 und 2:6 unterlag. Ihr bislang einziger Turniersieg im Einzel gelang Lemmens im Juni 2014 im türkischen Adana, wo sie im Finale Julija Stamatowa mit 3:6, 6:1 und 6:1 besiegte.
In der deutschen Bundesliga spielte Lemmens in den Jahren 2012, 2013, 2014 und 2015 für den TC Moers 08.
Seit März 2015 war Elke Lemmens auf der Damentour nicht mehr angetreten und wird seit November des gleichen Jahres nicht mehr in den Weltranglisten geführt.

## Turniersiege

### Einzel
| Nr. | Datum         | Turnier | Kategorie   | Belag | Finalgegnerin    | Ergebnis      |
| --- | ------------- | ------- | ----------- | ----- | ---------------- | ------------- |
| 1.  | 15. Juni 2014 | Adana   | ITF $10.000 | Sand  | Julija Stamatowa | 3:6, 6:1, 6:1 |

### Doppel
| Nr. | Datum            | Turnier             | Kategorie   | Belag     | Partnerin             | Finalgegnerinnen                             | Ergebnis         |
| --- | ---------------- | ------------------- | ----------- | --------- | --------------------- | -------------------------------------------- | ---------------- |
| 1.  | 17. August 2013  | Scharm asch-Schaich | ITF $10.000 | Hartplatz | Linda Prenkovic       | Susanne Celik Sanae Ohta                     | 6:0, 7:68        |
| 2.  | 12. April 2014   | Iraklio             | ITF $10.000 | Hartplatz | Magali Kempen         | Natela Dsalamidse Valentini Grammatikopoulou | 1:6, 7:5, [10:8] |
| 3.  | 13. Juni 2014    | Adana               | ITF $10.000 | Sand      | Anette Munozova       | Ina Kaufinger Ljuboslava Peruhova            | 6:4, 6:3         |
| 4.  | 7. November 2014 | Vinaròs             | ITF $10.000 | Sand      | Ariadna Marti Riembau | Yvonne Cavalle-Reimers Alice Savoretti       | 6:3, 4:6, [11:9] |